# ويليام براشاو
ويليام براشاو (بالإنجليزية: William Bradshaw)‏ هو طبيب عسكري أيرلندي، ولد في 12 فبراير 1830 في ثورلز ‏ في جمهورية أيرلندا، وتوفي في 9 مارس 1861.